# Капитохин, Александр Григорьевич
Алекса́ндр Григо́рьевич Капито́хин (6 июня 1892 года, дер. Каменка Лонгиновой (Лонгиново, Богдановка), Елецкий уезд, Орловская губерния, ныне Становлянский район, Липецкая область — 13 августа 1958 года, Москва) — советский военный деятель, генерал-лейтенант (5 ноября 1944 года).
2-й Командующий ВДВ РККА (июнь 1943 — август 1944), начальник Тамбовского суворовского училища (1945—1950).

## Биография

### Ранние годы
Родился в деревне Каменка Лонгиновой Елецкого уезда Орловской губернии (ныне Становлянский район Липецкой области) в семье сельского учителя.
Окончил четыре класса сельской школы. С 1905 по 1908 годы учился в Здоровецкой второклассной учительской школе Ливенского уезда Орловской губ., которую закончил со званием учителя грамоты. С 1908 по 1911 годы учился в Иоанно-Богословской церковно-учительской школе в с. Ново-Александровка Козловского уезда Тамбовской губ. (ныне - Староюрьевский филиал ТОГБПОУ "Мичуринский аграрный техникум" в с. Новиково), которую закончил с отличием (получил аттестат вместо свидетельства) со званием учителя начального училища, после чего с 18.08.1911 работал учителем русского языка и литературы в Борисоглебской второклассной учительской школе Малоархангельского уезда Орловской губ.
В 1913 году поступил в психоневрологический институт в Санкт-Петербурге.

### Первая мировая и гражданская войны
В октябре 1915 года был призван в ряды Русской императорской армии и направлен рядовым в 147-й пехотный запасной полк, дислоцированный в городе Кузнецк (Саратовская губерния). В мае 1916 года направлен на 4-хмесячную учёбу в Чугуевское военное училище, после окончания которого с октября того же года служил в этом же училище младшим офицером и командиром взвода в чине прапорщика (присвоен Высочайшим приказом от 01.10.1916, дополнение к приказу).
Приказом Временного правительства от 05.06.1917 возведен в чин подпоручика. 07.07.1917 года по прибытии назначен младшим офицером 1-й роты в 11-м Сибирском стрелковом запасном полку в г. Иркутске (пр. по полку от 08.07.1917 №189). 11.07.1917 назначен помощником командира батальона на формируемый при полку 1-й Иркутский женский батальон (пр. по полку от 11.07.1917 №192). 17.07.1917 убыл в 10-й Сибирский стрелковый запасной полк в г. Иркутске для последующей отправки в действующую армию, числился в командировке (пр. по полку от 17.07.1917 №198). 31.07.1917 убыл в действующую армию с ударным батальоном. Исключен из списка переменного состава 11-го Сибирского стрелкового запасного полка 11.08.1917 (пр. по полку от 11.08.1917 №223). Приказом по 2-й Сибирской стрелковой запасной бригаде назначен командиром 2-й роты 1-го Ударного батальона (пр. по бригаде от 26.07.1917 №116).
В сентябре того же года подпоручик Капитохин назначен на должность командира роты в составе Сибирского 31-го стрелкового полка, после чего принимал участие в боевых действиях на Западный фронт. За храбрость и мужество в ходе Брусиловского прорыва награждён Георгиевским крестом (?). В декабре 1917 года Капитохин был демобилизован из рядов армии, после чего работал инструктором в Елецком союзе потребительских обществ.
В декабре 1918 года призван в ряды РККА и назначен на должность командира батальона в составе 99-го стрелкового полка (11-я стрелковая дивизия), дислоцированного в Ельце, а в марте был переведён на эту же должность в составе 98-го стрелкового полка этой же дивизии, после чего принимал участие в боевых действиях против войск Эстонской Республики и отрядов под командованием генерала С. Н. Булак-Балаховича.
В июле назначен на должность командира ударной группой 16-й армии (Западный фронт), после чего принимал участие в боевых действиях под Радошковичами, Белоручьем и Борисовом. С октября служил на должностях помощника командира и командира 23-й бригады в составе 8-й стрелковой дивизии, после чего во время советско-польской войны принимал участие в боевых действиях на молодеченском, минском и бобруйском направлениях. В январе 1920 года во время боёв под Бобруйском Капитохин попал в плен и четыре месяца находился в концлагере. Во время наступления Красной армии бежал из плена и явился в штаб кавалерийской дивизии и в октябре того же года назначен на должность командира 1-й отдельной стрелковой бригады в составе Кавказского фронта.

### Межвоенное время
В феврале 1921 года направлен в 6-ю стрелковую дивизию, где служил на должностях помощника командира 16-го и 18-го стрелковых полков. В ноябре 1923 года направлен на учёбу на Стрелково-тактические курсы «Выстрел», после окончании которых в сентябре 1924 года вышел в запас.
С сентября 1924 по сентябрь 1926 работал в Елецком райпотребсоюзе.
С сентября 1926 по сентябрь 1930 работал начальником мобилизационно-оборонного отдела Центрального союза потребительских обществ СССР.
В сентябре 1930 года вновь призван в РККА и направлен на учёбу на военно-экономический факультет Военной академии имени М. В. Фрунзе, после окончания которого с октября 1931 года состоял в резерве Красной Армии и работал начальником мобилизационно-оборонного управления Центрального союза потребительских обществ СССР. Присвоена служебная категория К-9.
С 1935 работал начальником полярной станции Главсевморпути на острове Уединения в Карском море. 16 августа 1936 года А. Г. Капитохин уволен в запас РККА по ст. 43, п. «а». В 1938 году зимовал на Чукотке, одновременно выполняя обязанности помощника начальника порта. 24 сентября 1939 года приказом наркома обороны СССР восстановлен в кадрах РККА в счёт «1000», после чего служил на должностях начальника полярной станции, начальника планового финансового отдела и заместителя начальника Управления полярных станций Главсевморпути. С 1940 и.о. начальника Управления полярных станций Главсевморпути. С марта 1941 года состоял в распоряжении Главсеморпути.
Печатал заметки в журнале "Советская Арктика" (№№ 9 и 10 за 1939 год, № 6 за 1940 год, №№ 1 и 2 за 1941 год).
За работу в Арктике Капитохин награждён орденом «Знак Почета», а в 1939 году ему присвоено звание «Почётный полярник». В 1940 году присвоено воинское звание «полковник».

### Великая Отечественная война
С началом войны Капитохин состоял в распоряжении Военного совета Одесского оборонительного района.
В сентябре 1941 года назначен на должность командира 161-го стрелкового полка (95-я стрелковая дивизия, Отдельная Приморская армия, а в марте 1942 года — на должность командира 95-й стрелковой дивизии. Принимал участие в боевых действиях по обороне Одессы и Севастополя, был комендантом 4-го сектора обороны города. За оборону Севастополя награждён вторым орденом Красного Знамени.
С августа 1942 года состоял в распоряжении Ставки Верховного Главнокомандования и 29 августа назначен на должность командира 10-го воздушно-десантного корпуса (2-го формирования (Московский военный округ), а 8 декабря того же года — на должность командира 8-й гвардейской воздушно-десантной дивизии, которая состояла в резерве Ставки Верховного Главнокомандования, а в апреле 1943 года была включена в состав 8-й гвардейской армии и в июле принимала участие в боевых действиях в ходе Изюмско-Барвенковской наступательной операции.
В июне 1943 года был назначен командующим ВДВ Красной Армии. В сентябре 1943 года с целью оказания содействия войскам Воронежского фронта в форсировании Днепра по решению Ставки Верховного Главнокомандования Капитохин организовывал высадку воздушного десанта в Букринской излучине Днепра для захвата и удержания Аульского плацдарма на реке до выхода в этот район войск фронта. Накануне десантирования командование противника передислоцировало в район операции дополнительно две пехотные дивизии, что не было установлено разведкой, это затруднило выброску десанта, так как десантирование производилось под зенитным огнем противника на обширной местности. Однако это не помешало провести операцию: были освобождены Днепропетровск, Днепродзержинск, а также более 100 близлежащих населённых пунктов. Противнику были нанесены огромные военные потери. Войсками были окружены, а, впоследствии, уничтожены две группировки противника.
В августе 1944 года был назначен на должность командира 38-го гвардейского воздушно-десантного корпуса (Отдельная воздушно-десантная армия, Московский военный округ), который в боевых действиях не участвовал. В январе 1945 года корпус был преобразован в 38-й гвардейский стрелковый и включён в состав 9-й гвардейской армии, после чего находился в резерве Ставки Верховного Главнокомандования. В марте приказом 3-го Украинского фронта был назначен заместителем командира 6-го гвардейского стрелкового корпуса одновременно исполнял обязанности военного представителя 3-го Украинского фронта по координации операций 1-й Болгарской и 3-й Югославской армий.

### Послевоенная карьера
С декабря 1945 года исполняет должность начальника Тамбовского суворовского училища, а в сентябре 1946 года утверждён в данной должности. В ротах первых наборов учились круглые сироты и дети погибших фронтовиков.
Генерал-лейтенант Александр Григорьевич Капитохин в июле 1950 года уволен в отставку по болезни с правом ношения военной формы с особыми отличительными знаками на погонах. Умер 13 августа 1958 года в Москве. Похоронен на Ваганьковском кладбище (16 уч.).

### Семья
Первая жена (с 09.11.1916) - Капитохина (Зернова) Вера Николаевна (1890-1973), дочь настоятеля Введенского храма в г. Ельце, потомственная почетная гражданка (до октября 1917), выпускница Московских высших женских курсов (1916), учительница.
Сын - Капитохин Александр Александрович (1917-1992), выпускник Артиллерийской академии Красной армии им. Дзержинского (1941) и Военно-исторического факультета Военной академии им. Фрунзе (1948), участник Великой Отечественной войны, прошел путь от командира артиллерийской батареи до командующего артиллерией воздушно-десантной бригады, в послевоенное время работал зам. начальника отдела Военно-научного управления Генерального штаба. Полковник. Награжден орденами и медалями. Имел двух сыновей. Проживал в г. Москве.
Дочь - Прокопенко (Капитохина) Наталья Александровна (1922-2015), выпускница медицинской академии, работала врачом. Имела двух дочерей.
Вторая жена (с середины 1930-х) - Анохина Александра Петровна (1905-1982), врач-хирург, полковник медицинской службы, работала в Центральном военном госпитале. Награждена орденами и медалями.

## Воинские звания
- Рядовой (1915)
- Младший портупей-юнкер (1916)
- Прапорщик (1 октября 1916)
- Подпоручик (5 июня 1917)
- Полковник (19 февраля 1940);
- Генерал-майор (10 ноября 1942);
- Генерал-лейтенант (5 ноября 1944).

## Награды
СССР
- три ордена Красного Знамени (1920[7], 24.07.1942[8], 20.06.1949);
- орден Богдана Хмельницкого II степени (29.06.1945)[9];
- орден Суворова III степени (23.03.1943)[10];
- орден Красной Звезды (03.11.1944)[11];
- орден «Знак Почёта» (03.05.1940)[7];
- медали.

Иностранные награды:
- орден «Святой Александр» с мечами, большой офицерский крест со звездой (Болгария);
- орден «За военные заслуги» II степени, большой офицерский крест со звездой (Болгария)[12];
- орден «За заслуги перед народом» I степени (12.06.1945, Югославия)[13];
- медаль «Отечественная война 1944—1945 гг.» (Болгария)[14]

Почётные звания:
- Почётный полярник (1939).

## Память
В 2002 году в Тамбове на бывшем здании Суворовского училища на средства ветеранов установлена мемориальная доска в память о генерал-лейтенанте А. Г. Капитохине. Инициаторами создания памятного знака стали выпускники Тамбовского суворовского училища Евгений Кораблев, Альберт Жигулин и некоторые другие. На открытии доски присутствовали многие ветераны Тамбовского СВУ, а также представители городской и областной администрации, общественных организаций, средств массовой информации.
В 2022 году в с. Новиково Тамбовской области на бывшем здании Иоанно-Богословской церковно-учительской школы (современное здание Староюрьевского филиала Мичуринского аграрного техникума) торжественно открыта мемориальная доска в память о генерал-лейтенанте А. Г. Капитохине.